# Hybanthus danguyanus
Hybanthus danguyanus H.Perrier – gatunek roślin z rodziny fiołkowatych (Violaceae). Występuje endemicznie w zachodniej części Madagaskaru. 

## Morfologia
PokrójRoślina jednoroczna dorastająca do 5–20 cm wysokości.
LiścieBlaszka liściowa ma kształt od lancetowatej do podługowato-lancetowatej. Mierzy 1–5 cm długości oraz 0,6–1,5 cm szerokości, jest nieco ząbkowana na brzegu, ma zbiegającą po ogonku nasadę i spiczasty wierzchołek. Przylistki są równowąskie. Ogonek liściowy jest nagi.
KwiatyPojedyncze, wyrastają z kątów pędów. Mają działki kielicha o lancetowatym kształcie i dorastające do 9 mm długości. Płatki są sierpowate, mają białą barwę z fioletowymi plamkami i 8–10 mm długości.
OwoceTorebki mierzące 6 mm długości, o jajowatym kształcie.

## Biologia i ekologia
Rośnie w lasach i zaroślach. Występuje na wysokości od 100 do 600 m n.p.m.